# La familia Gambérrez
La familia Gambérrez es una serie de historietas española creada por el dibujante Manuel Vázquez para la Editorial Bruguera en 1959 protagonizada por una familia rural.

## Trayectoria editorial
La familia Gambérrez apareció por primera vez en el número 1 de la revista Ven y Ven (más tarde llamada Suplemento de Historietas de El DDT) de Editorial Bruguera en 1959. La historieta tuvo una vida breve y es la menos conocida de las tres series familiares del autor, siendo las otras dos La familia Cebolleta (1951) y La familia Churumbel. En el número 40 de la colección "Clásicos del Humor" aparecen recopiladas 9 páginas de la serie.

## Argumento y personajes
La serie consiste en historietas de una página que cuentan las desventuras de una familia de la España rural (del ficticio pueblo de Cantalalmeja) que tiene problemas para adaptarse a los cambios modernos (por ejemplo en una historieta los Gambérrez compran un radiador pero se encuentran con que la abuela está intentando "desdoblarlo" a martillazos) y que desconfían de los forasteros (extraterrestres incluidos) a los que pueden estafar o incluso agredir físicamente.
La familia la compone:
- Endelecio: el patriarca de la familia. Un labriego dueño de un huerto y una modesta granja.
- La mujer
- La abuela: vestida de negro riguroso y pañuelo, su mayor afición es coser todo tipo de ropa a todo el mundo.
- Manolón: el niño pequeño, que disfruta haciendo gamberradas a los animales y habla "al revés" (hay que girar la revista para leer lo que dice).
- Un hijo mayor de muy escasa inteligencia.
- Un cerdo que habla, lleva pajarita y gafas y hace referencias cultas.